# Барнс, Боб
Робин «Боб» Барнс (англ. Robin «Bob» Burns; 2 августа 1890 — 2 февраля 1956) — американский музыкант и комедийный актёр, выступал на радио и в кино с 1930 по 1947 год. Барнс играл на новаторском музыкальном инструменте собственного изобретения, который он называл «базука». За внешнее сходство с этим музыкальным инструментом, американские солдаты во время Второй мировой войны прозвали ручной противотанковый гранатомёт M1 «базукой».

## Ранние годы
Робин Барнс родился 2 августа 1890 года, в Гринвуде, штат Арканзас, в семье инженера-строителя. Когда ему было три года, его семья переехала в Ван-Бьюрен. Еще будучи мальчиком, Барнс играл на тромбоне и корнете в городском оркестре «Серебряный корнет Квин-Сити». А в 13 лет он создал собственную струнную группу. Однажды ночью, на задней площадке магазина Хеймана, он нашёл длинную газовую трубу, и дунул в неё, чем создал необычный звук. Немного модифицировав инструмент, он дал ему название — базука (от слова «базу», что означает «ветреный парень», а голландское «bazuin» — труба). Функционирующая как грубый тромбон, он имел узкую окружность, что было сделано намеренно, для усиления звука.
Барнс изучал гражданское строительство, а также работал на ферме, где выращивали арахис, но в 1911 году он уже работал конферансье.
Во время Первой мировой войны, Барнс был зачислен в морскую пехоту Соединённых Штатов. Он отправился во Францию в 11-том полку, где его повысили до звания сержанта. Там он стал лидером джаз-группы морской пехоты в Европе. После войны он снова посвятил себя своему музыкальному интересу. Барнс сделал ещё одну базуку, из печных труб и воронки, на которой он играл с группой. В сентябре 1919 года, он и его группа «Marine Corps Melody Six» были прикреплены к призывному пункту морской пехоты в Манхэттене.

## Путешественник из Арканзаса
После войны Барнс вернулся на сцену, часто играя на базуке, в рамках своего выступления. Он использовал её в качестве опоры, когда рассказывал истории и анекдоты. Он прославился как «Путешественник из Арканзаса» и «Арканзасский философ». Его сценический образ это — самодовольный деревенщина с забавными историями о родственниках в Ван Бюрене. Своим образом он подражал Сэнфорду Фолкнеру (1806—1874), известному скрипачу и рассказчику небылиц. Карикатура Барнса на обложке книги «Арканзасский путешественник» появляется в мультфильме «Looney Tunes» (1945).

## Работа на радио
В 1930 году Барнс прослушивался на крупной радиостанции. Для чего он подготовил 10-минутное выступление, однако ему было отведено 30-минут. Оставшееся время он использовал для импровизации, рассказывая истории и играя на базуке. Менеджеров не так впечатлил его заготовленный материал, сколько его импровизация, и его взяли на работу. Он выступал на дневном шоу «Забавная фабрика» (англ. «The Fun Factory»), как персонаж под именем «Soda Pop».
В 1935 году, во время своего визита в Нью-Йорк, Барнс попросился к музыканту и радиозвезде Полу Уайтмену на прослушивание, который в итоге предложил ему вести ночное шоу «Крафт Мюзик-Холл». Шоу транслировалось на национальном уровне, и стало большим хитом. Барнс также был ведущим на шоу Руди Валле «Волнующий час Флейшмана».
Барнс вернулся в Лос-Анджелес в 1936 году, где «Крафт Мюзик-Холл» принимал Бинга Кросби, там Барнс был обычным артистом, играл на базуке, и рассказывал небылицы о своих вымышленных деревенских родственниках, дядюшке Фуде и тётушке Дуди.
Боб Барнс был ведущим 10-й церемонии премии «Academy Awards», которая состоялась 10 марта 1938 года в отеле «Biltmore» в Лос-Анджелесе, штат Калифорния. Сначала она была запланирована на 3 марта 1938 года, но была отложена из-за сильного наводнения в Лос-Анджелесе.
В 1941 году он вёл своё собственное радиошоу под названием «Арканзасский путешественник» (1941—1943) и «Шоу Боба Барнса» (1943—1947).

## Колонка в газете
С 1936 по 1940 год Барнс вёл свою колонку в газете «Ну, я скажу вам», в которых он писал краткие рассказы с интересными историями. Его еженедельная рубрика вышла в 240 выпусках газеты.

## Кинокарьера
В 1930 году Барнс снялся в эпизоде фильма «Вверх по реке», в роли чернокожего музыканта, играющего на базуке, для шоу в водевиле. В течение следующих 5 лет он снялся в 10 фильмах, в некоторых он даже не был указан в титрах. Он играл второстепенные роли, где также играл на базуке.
После своего международного прорыва на радио в 1930—1936 гг, Барнс начал появляться в более серьёзных ролях, прежде чем заключить контракт с Paramount Pictures. Известность ему принёс фильм «Ритм на кручах» (1936), главную роль в котором играл Бинг Кросби. После этого он в течение с 1936 по 1940 годы снялся в 11 фильмах, в 8 из которых играл главные роли. Большинство из этих фильмов были комедиями, но были и драматические фильмы. Такой как «Наши ведущие граждане» (1939), где он исполнил роль серьёзного адвоката. Также он появился в радиоадаптации фильма «Человек, которого нужно помнить» от Lux Radio Theater, исполнив роль Эдварда Эллиса, жителя маленького гуманитарного городка, который боролся с жадностью горожан.
В 1941 году он разорвал контракт с Paramount, отказавшись сниматься в предлагаемом ему фильме, который, по его мнению, был чрезмерно унизительным «для людей с его родных холмов».
В 1944 года Барнс появился в цветном музыкальном вестерне «Красавица Юкона», про начинающуюся Канадскую золотую лихорадку. В фильме также снимались такие знаменитости, как Рэндольф Скотт, Джипси Роза Ли и Дина Шор. Его последней работой в кино был фильм «Болтун» (англ. «The Windjammer») (1945), к которому он написал сценарий.
Последнее его появление на экране состоялось 30 января 1955 года в «Шоу Эда Салливана», который в то время ещё называлось «Городской тост» (англ. «Toast of the Town»).
За свой вклад в развитие киноиндустрии Боб Барнс, был посмертно удостоен звезды на Голливудской «Аллее Славы». Звезда находится на Вайн-стрит, её номер — 1601.

## Личная жизнь
В 1921 году Барнс женился на Элизабет Фишер. У них был один ребёнок Роберт-младший, который был женат на актрисе Наоми Стивенс, и умер в 2012 году. Его жена Элизабет умерла в 1936 году, после чего он женился на «девушке-деревенщине» Джуди Канова, но в марте 1939 года они развелись. Затем, в мае 1939 Барнс женился на Харриет М. Фостер, в этом браке у них родилось трое детей Барбара, Уильям и Стивен, вместе они прожили до самой его смерти.
Барнс имел свои земельные инвестиции. Последние годы своей жизни он провёл на своей ферме площадью 200 акров (0,81 км²). На ферме Шерман-Уэй в парке Канога, в долине Сан-Фернандо в Лос-Анджелесе, штат Калифорния.
Боб Барнс умер 2 февраля 1956 года, в соседнем городе Энсино, в возрасте 65 лет, от рака почек.

## Фильмография
| Актёр | Актёр                            | Актёр                     | Актёр                                               | Актёр                                         |
| Год   | Русское название                 | Оригинальное название     | Роль                                                | Примечание                                    |
| ----- | -------------------------------- | ------------------------- | --------------------------------------------------- | --------------------------------------------- |
| 1930  | Вверх по реке                    | Up the River              | Слим — играющий на базуке (Slim — Bazooka Player)   | В титрах не указан                            |
| 1931  | Три негодяя                      | Not Exactly Gentlemen     | Газетный типограф (Newspaper Printer)               | В титрах не указан                            |
| 1931  | Легкие миллионы                  | Quick Millions            | 'Арканзас' Смит ('Arkansas' Smith)                  | В титрах: Роберт Барнс                        |
| 1931  | Молод, насколько ты чувствуешь   | Young as You Feel         | Колорадский детектив (Colorado Detective)           | В титрах не указан                            |
| 1931  | Рай на земле                     | Heaven on Earth           | Марти (Marty)                                       | В титрах не указан                            |
| 1932  | Если бы у меня был миллион       | If I Had a Million        | Морской сержант (Marine Sergeant)                   | В титрах не указан                            |
| 1932  | Надгробие каньона                | Tombstone Canyon          | Шериф Морт Лэнгли (Sheriff Mort Langly)             | В титрах не указан                            |
| 1933  | Смех в аду                       | Laughter in Hell          | Шериф с отрядом (Sheriff with Posse)                | В титрах не указан                            |
| 1933  | Быстро работающие                | Fast Workers              | Алабам (Alabam)                                     | В титрах: Роберт Барнс                        |
| 1933  | Шумиха                           | Hoop-La                   | Зазывала (Barker)                                   | В титрах не указан                            |
| 1934  | Злючка                           | Spitfire                  | Альпинист (Mountaineer)                             | В титрах не указан                            |
| 1934  | Ленивая река                     | Lazy River                | Слабеющий заключённый (Slim Prisoner)               | В титрах не указан                            |
| 1935  | Южная выдержка                   | Southern Exposure         | Джимми Чейз (Jimmie Chase)                          | В титрах: Роберт Барнс Короткометражный фильм |
| 1935  | Лучшие крыши Манхэттена          | Roof Tops of Manhattan    | Путешественник из Арканзаса (The Arkansas Traveler) | Короткометражный фильм                        |
| 1936  | Ритм на кручах                   | Rhythm on the Range       | Бак (Buck)                                          |                                               |
| 1936  | Большое радиовещание в 1937 году | The Big Broadcast of 1937 | Боб Блэк (Bob Black)                                |                                               |
| 1937  | Киноцирк                         | Cinema Circus             | Боб Барнс (Bob Burns)                               | В титрах не указан Короткометражный фильм     |
| 1937  | Свадьба на Вайкики               | Waikiki Wedding           | Шэд Баггл (Shad Buggle)                             |                                               |
| 1937  | Музыка гор                       | Mountain Music            | Боб Бернсайд (Bob Burnside)                         |                                               |
| 1937  | Уэллс Фарго                      | Wells Fargo               | Хэнк Йорк — странник (Hank York — a Wanderer)       |                                               |
| 1938  | Празднество Радио Сити           | Radio City Revels         | Лестер (Lester)                                     |                                               |
| 1938  | Тропические каникулы             | Tropic Holiday            | Брек Джонс (Breck Jones)                            |                                               |
| 1938  | Путешественник из Арканзаса      | The Arkansas Traveler     | Путешественник из Арканзаса (The Arkansas Traveler) |                                               |
| 1939  | Я из Миссури                     | I’m from Missouri         | Суини Блисс (Sweeney Bliss)                         |                                               |
| 1939  | Страна свободы                   | Land of Liberty           |                                                     |                                               |
| 1939  | Наши ведущие граждане            | Our Leading Citizen       | Лем Шофилд (Lem Schofield)                          |                                               |
| 1940  | Псевдоним Дьякона                | Alias the Deacon          | Дик Касвелл (Deke Caswell)                          |                                               |
| 1940  | Объезд вокруг горы               | Comin' Round the Mountain | Джед Бловер (Jed Blower)                            |                                               |
| 1944  | Красавица Юкона                  | Belle of the Yukon        | Сэм Слейд (Sam Slade)                               |                                               |
| 1945  | Хэнговер-сквер                   | Hangover Square           | Уезжающий с концерта (Concert goer)                 | В титрах не указан                            |